# Kentekenbewijs

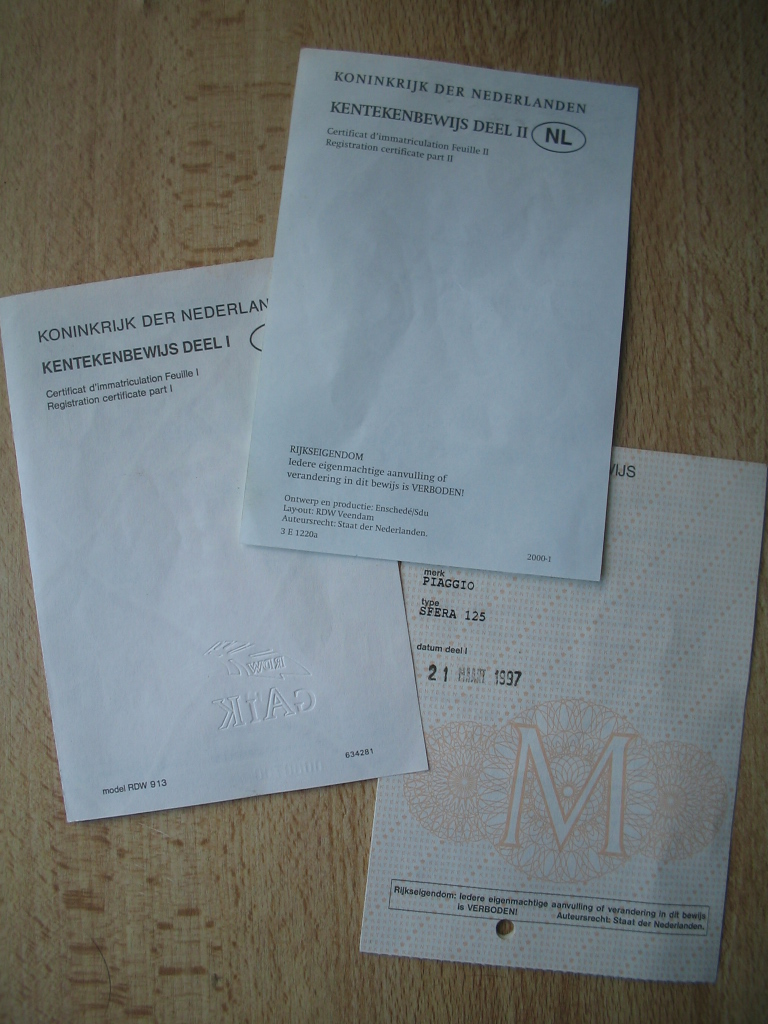
Kentekenbewijs, bestaande uit deel I (nu 1A), II (nu 1B) en een overschrijvingsbewijs (voorheen kopie deel III)

Een kentekenbewijs is de Nederlandse naamgeving van het papieren deel van het kenteken. In België wordt dit het inschrijvingsbewijs genoemd en in Suriname het nummerbewijs.

## Nederland
Het Nederlands kentekenbewijs is het identificatiemiddel van een Nederlands motorvoertuig. Het kentekenbewijs wordt sinds 1 januari 2014 uitgegeven in creditcardformaat en wordt daarom ook wel kentekencard genoemd.
Op het bewijs staat onder andere het kenteken, de persoonsgegevens, datum van toelating, voertuigomschrijving en het chassis- of framenummer. Dit zijn gegevens die bij het RDW zijn vastgelegd, waarbij men aan de hand van een kenteken online informatie over het voertuig kan opzoeken.
Bij de kentekencard hoort een negencijferige tenaamstellingscode die de functie van het oude overschrijvingsbewijs vervangt en nodig is bij belangrijke wijzigingen in de kentekenregistratie. Na elke overschrijving wordt een nieuwe kentekencard verstrekt, waarbij ook weer een nieuwe, negencijferige, tenaamstellingscode hoort.
Een voor 1 januari 2014 afgegeven, papieren, kentekenbewijs blijft geldig tot het voertuig wordt overgeschreven of anderszins gegevens op het kentekenbewijs wijzigen. Het deel 1A van een papieren kentekenbewijs heet het voertuigbewijs (tot 1 juni 2004 deel I) en het deel 1B heet het tenaamstellingsbewijs (tot 1 juni 2004 deel II). Het deel 2 heet het overschrijvingsbewijs (tot 1996: kopie deel III). Voertuiggegevens kunnen door iedereen worden opgevraagd bij het kentekenregister van de RDW.
Een nieuw model deel II heeft per 1 januari 2014 de functie van overschrijvingsbewijs indien het voertuig voorgoed wordt uitgevoerd  en in het buitenland moet worden geregistreerd.
Bij gebruik van het motorrijtuig is de bestuurder verplicht de kentekencard, dan wel het voertuigbewijs (1A) en tenaamstellingsbewijs (1B) bij zich te hebben. Gedurende de dagen dat de kentekencard wordt aangemaakt en toegezonden geldt deze verplichting tot en met 13 dagen na de tenaamstelling niet. Het is aan te raden het overschrijvingsbewijs dan wel de tenaamstellingscode op een veilige plek op te bergen. Omdat deze bij bijvoorbeeld verkoop van het voertuig nodig zullen zijn. 
Per 1 september 2005 werd het ook mogelijk om brom- en snorfietsen te voorzien van een kenteken, per 1 januari 2007 werd dit verplicht gesteld.

### Historie

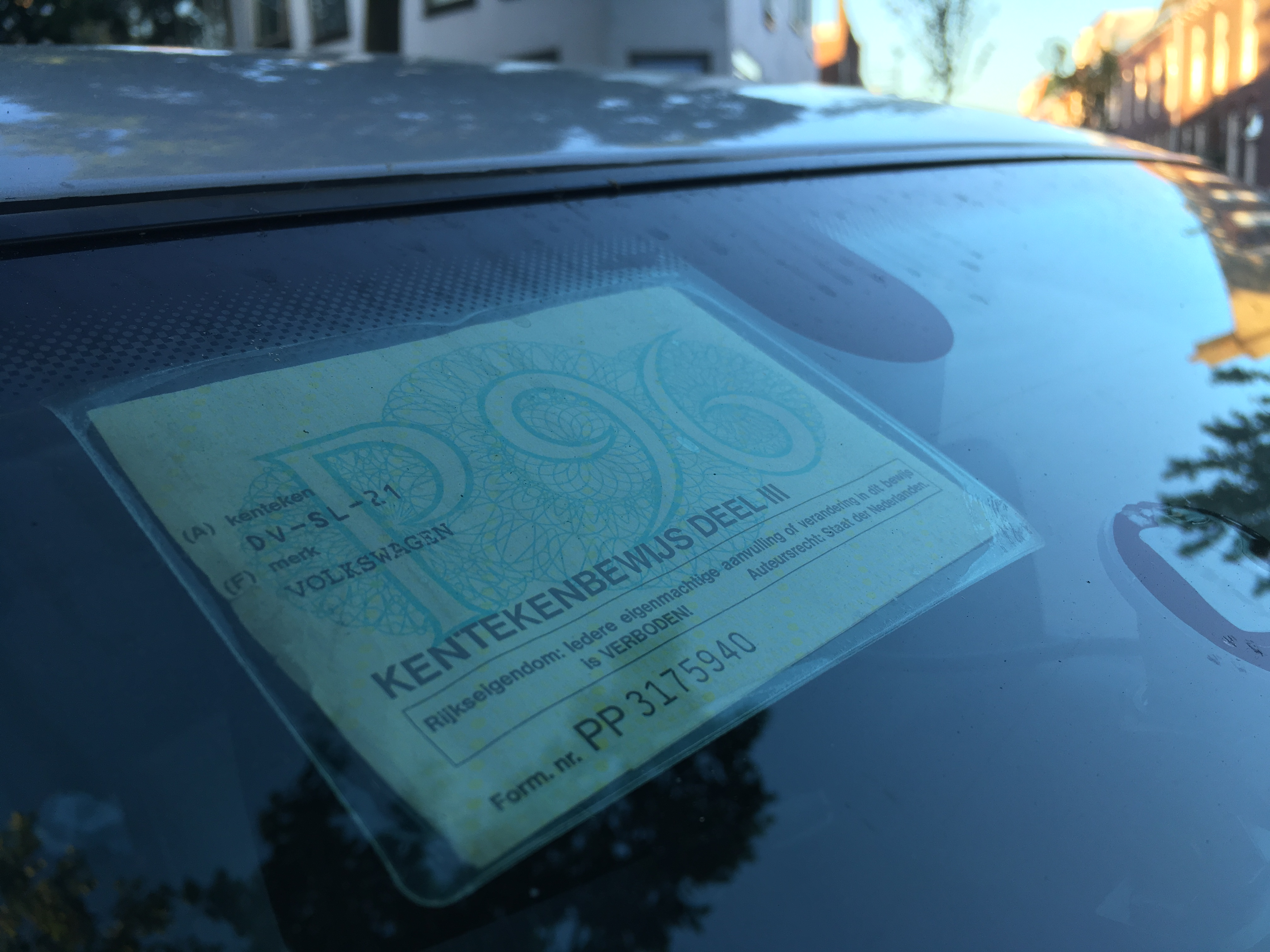
Kentekenbewijs deel III zoals in gebruik tot 1996

Voor 1975 bestond het kentekenbewijs uit twee delen, deel I, de voorloper van het huidige deel IA, en deel II, de voorloper van het huidige deel IB. Veel motorvoertuigen stonden niet goed geregistreerd, en om dit te kunnen controleren werd deel III en Kopie deel III ingevoerd. Deel III moest in een speciaal klevend hoesje achter de voorruit geplaatst worden. Dit hoesje beschermde het deel III tegen zonlicht. Het deel III moest ieder jaar vernieuwd worden, en hiervoor moest jaarlijks een bedrag betaald worden waarna het werd thuisgestuurd. De kopie deel III werd maar eenmaal afgegeven, en moest thuis bewaard worden. Bij personenauto's was de kant van deel I en deel II waarop de voertuiggegevens stonden geel, bij bedrijfsauto's was dit grijs. Daarom werd er gesproken van respectievelijk een geel en een grijs kenteken. Bij deel III stond in een lichte kleur een P bij personenauto's, een B bij bedrijfsauto's en een M bij motorfietsen, daarnaast was er nog een versie met H bij zgn. Groene nummerborden van handelaren, gevolgd door de twee laatste cijfers van het jaartal. Ieder jaar was de kleur anders, zodat bij controle makkelijk te zien was of het deel III van dat jaar achter de voorruit bevestigd was. Het deel III is met ingang van 1996 afgeschaft. De kopie deel III heette vanaf toen het overschrijvingsbewijs. Wel zat het onbeschreven deel III zonder de aanduiding 'deel III', maar met het opdruk in lichte kleur met een P, B, M of H, er nog wel aan, maar hier werd niets mee gedaan. Dit heeft tot 1998 bestaan. Hierna kreeg het kentekenbewijs het bestaande uiterlijk. Wel waren de opschriften 'KENTEKENBEWIJS DEEL I', 'KENTEKENBEWIJS DEEL II' en 'OVERSCHRIJVINGSBEWIJS' alleen in het Nederlands, met in een kleiner lettertype de vertaling in het Frans en het Engels. Na 2004 is de huidige indeling ingevoerd met deel IA en deel IB, en deel II. De delen zijn toen respectievelijk 'Voertuigbewijs', 'Tenaamstellingsbewijs' en 'Overschrijvingsbewijs' gaan heten, en zijn de vertalingen hiervan in alle talen van de Europese Unie in kleiner lettertype eronder verschenen.

### Wijzigen tenaamstelling
Om de tenaamstelling van het voertuig te veranderen zijn de kentekencard (of het oude papieren tenaamstellingsbewijs), de tenaamstellingscode (of het oude papieren overschrijvingsbewijs) en een geldig wettelijk legitimatiebewijs nodig. Tenaamstelling (ook wel overschrijving genoemd) is mogelijk bij kentekenloketten. Dat zijn RDW-locaties, geselecteerde postkantoren van PostNL en autobedrijven met een RDW-erkenning via Stichting Kentekenloket. De verkoper krijgt dan het vrijwaringsbewijs. De koper krijgt het tenaamstellingsverslag met hierop o.a. de eerste 4 cijfers van een nieuwe tenaamstellingscode. De resterende 5 cijfers worden met de kentekencard naar het huisadres gestuurd. Grotere autobedrijven kunnen voertuigen vanuit hun eigen voorraad via het internet zelf overschrijven.

## België
In België zegt men inschrijvingsbewijs ("van motorvoertuigen"), dat hetzelfde bevat als het Nederlandse kentekenbewijs, inclusief de nummerplaat. Elke auto heeft daarenboven een "gelijkvormigheidsattest", afgeleverd door de fabrikant of invoerder en dat technische conformiteit van het voertuig bevestigt aan een goedgekeurd model.